# Valencia Open 500 2014
Valencia Open 500 2014 byl tenisový turnaj pořádaný jako součást mužského okruhu ATP World Tour, který se hrál na krytých dvorcích s tvrdým povrchem v hale Ágora komplexu Města umění a věd. Konal se mezi 20. až 26. říjnem 2014 ve španělské Valencii jako 20. ročník turnaje.
Turnaj s rozpočtem 2 204 230 eur patřil do kategorie ATP World Tour 500. Nejvýše nasazeným hráčem ve dvouhře byl pátý tenista světa David Ferrer ze Španělska, jenž skončil v semifinále. Obhájce titulu Michail Južnyj vypadl v úvodním kole. Trofej si odvezl Skot Andy Murray, když ve finále odvrátil pět mečbolů Tommyho Robreda. Deblovou soutěž opanovala čtvrtá nasazená dvojice Jean-Julien Rojer a Horia Tecău.

## Distribuce bodů a finančních odměn

### Distribuce bodů
| Soutěž  | vítězové | finalisté | semifinalisté | čtvrtfinalisté | 16 v kole | 32 v kole | Q3 | Q2 | Q1 |
| ------- | -------- | --------- | ------------- | -------------- | --------- | --------- | -- | -- | -- |
| dvouhra | 500      | 300       | 180           | 90             | 45        | 0         | 20 | 10 | 0  |
| čtyřhra | 500      | 300       | 180           | 90             | 0         |           |    |    |    |

### Finanční odměny
| Soutěž                                      | vítězové | finalisté | semifinalisté | čtvrtfinalisté | 16 v kole | 32 v kole | Q2     | Q1   |
| ------------------------------------------- | -------- | --------- | ------------- | -------------- | --------- | --------- | ------ | ---- |
| dvouhra                                     | €390 325 | €175 975  | €83 355       | €40 225        | €20 510   | €11 280   | €1 270 | €700 |
| čtyřhra                                     | €115 300 | €52 000   | €24 530       | €11 860        | €6 090    |           |        |      |
| v deblových soutěžích uváděna částka na pár |          |           |               |                |           |           |        |      |

## Dvouhra

### Nasazení hráčů
| Země                          | Hráč                  | ATP | Nasazení |
| ----------------------------- | --------------------- | --- | -------- |
| Španělsko                     | David Ferrer          | 5.  | 1.       |
| Česko                         | Tomáš Berdych         | 7.  | 2.       |
| Spojené království            | Andy Murray           | 11. | 3.       |
| Španělsko                     | Feliciano López       | 14. | 4.       |
| Spojené státy                 | John Isner            | 15. | 5.       |
| Španělsko                     | Roberto Bautista Agut | 16. | 6.       |
| Jižní Afrika                  | Kevin Anderson        | 17. | 7.       |
| Francie                       | Gilles Simon          | 18. | 8.       |
| Žebříček ATP k 13. říjnu 2014 |                       |     |          |

### Jiné formy účasti na turnaji
Následující hráči obdrželi divokou kartu do hlavní soutěže:
- Tomáš Berdych
- Pablo Carreño Busta
- Stefan Kozlov
- Andy Murray

Následující hráči postoupili z kvalifikace:
- Thomaz Bellucci
- Norbert Gomboš
- Malek Džazírí
- Albert Ramos

### Odhlášení
před začátkem turnaje
- Kei Nišikori
- Radek Štěpánek
- Marin Čilić
- Dmitrij Tursunov

### Skrečování
- Marcel Granollers (poranění pravého břicha)

## Čtyřhra

### Nasazení párů
| Země                                                                     | Hráč              | Země      | Hráč              | ATP | Nasazení |
| ------------------------------------------------------------------------ | ----------------- | --------- | ----------------- | --- | -------- |
| Rakousko                                                                 | Alexander Peya    | Brazílie  | Bruno Soares      | 10. | 1.       |
| Španělsko                                                                | Marcel Granollers | Španělsko | Marc López        | 21. | 2.       |
| Španělsko                                                                | David Marrero     | Španělsko | Fernando Verdasco | 33. | 3.       |
| Nizozemsko                                                               | Jean-Julien Rojer | Rumunsko  | Horia Tecău       | 34. | 4.       |
| Žebříček ATP k 13. říjnu 2014; číslo je součtem umístění obou členů páru |                   |           |                   |     |          |

### Jiné formy účasti
Následující páry obdržely divokou kartu do hlavní soutěže:
- Pablo Andújar /  Daniel Gimeno Traver
- Pablo Carreño /  Guillermo García-López

Následující pár postoupil do hlavní soutěže z kvalifikace:
- Austin Krajicek /  Nicholas Monroe

Následující pár postoupil do hlavní soutěže z pozice náhradníka:
- Iñigo Cervantes Huegun /  Pere Riba

### Odhlášení
před začátkem turnaje
- Marcel Granollers (poranění pravého břicha)

## Přehled finále

### Mužská dvouhra
- Andy Murray vs.  Tommy Robredo, 3–6, 7–6(9–7), 7–6(10–8)

### Mužská čtyřhra
- Jean-Julien Rojer /  Horia Tecău vs.  Kevin Anderson /  Jérémy Chardy, 6–4, 6–2